# Michail Koškin
Michail Iljič Koškin (rus. Михаил Ильич Кошкин, 3. prosince (21. listopadu st. stylu) 1898, Brynčagi, Jaroslavská oblast, Ruské impérium - 26. září 1940, Charkov, SSSR) byl sovětský tankový konstruktér.
V průběhu 1. světové války byl mobilizovan a v průběhu bojů byl zraněn. V roce 1917 byl naverbován do Rudé armády. Po ukončení občanské války v Rusku byl vyslán do Komunistické univerzity (Коммунистический университет им. Я. М. Свердлова), kterou absolvoval v létech 1921 až 1924. Po jejím ukončení pracoval v různých administrativních a stranických funkcích v městě Vjatka. V roce 1929 začal studium na Leningradské technice (Ленинградский политехнический институт), na katedře „Automobily a traktory“, kde v roce 1934 získal titul inženýra.
V 30. létech 20. století vznikal v Leningradě komplex závodů na výrobu tanků a Koškin po absolvování vysoké školy začal pracovat jako konstruktér v jednom z nich, v Leningradském experimentálním strojírenském závodě S. M. Kirova (Ленинградский завод опытного машиностроения им. С. М. Кирова). Přestože v tomto závodě bylo vyvinuto větší množství různých polopásových a pásových typů bojových vozidel, Koškin se na nich podílel jen okrajově, zejména na vylepšování typů T-29 a T-46-5. V roce 1937 byl jmenován hlavním konstruktérem konstrukční kanceláře pro vývoj tanků při Charkovském lokomotivním závodě (Харьковский паровозостроительный завод им. Коминтерна), později přejmenovaném na Charkovský tankový závod (Харьковский танковый завод им. Коминтерна), kde nejprve vedl práce na zdokonalení tanku BT-7. Sám zde ukončil na přelomu let 1939/1940 konstrukci svého jediného vlastního typu, T-34, který se však v průběhu 2. světové války proslavil, ale jeho konstruktér se toho nedožil. Během převozu prvních dvou prototypů tanku T-34 k předvedení zástupcům komisariátu (ministerstva) obrany po vlastní ose do Moskvy z Charkova v březnu a v dubnu 1940 zpět se nachladil a dostal zápal plic. Přidružily se komplikace, kterým v září téhož roku podlehl.
Za zásluhy o vývoj tanku T-34 byl posmrtně vyznamenán „Stalinovou cenou“ (1942) a titulem „Hrdina socialistické práce“ (1990). Byl též nositelem řádu „Rudé hvězdy“ (1936).